# PFK Piešťany
Prvý futbalový klub Piešťany w skrócie PFK Piešťany – słowacki klub piłkarski grający w 7. liga OFZ TT - sk. B (VII poziom rozgrywkowy), mający siedzibę w mieście Pieszczany.

## Historia
Klub został założony w 1912 roku. Za czasów istnienia Czechosłowacji największym sukcesem klubu był awans do drugiej ligi czechosłowackiej. Grał w niej w latach 1958-1961. Z kolei po rozpadzie Czechosłowacji klub rozpoczął grę od czwartej ligi słowackiej. W sezonie 1994/1995 wywalczył awans do drugiej ligi i grał w niej do końca sezonu 1999/2000.

## Historyczne nazwy
- 1912 – Pöstényi AFC (Pöstényi Atleticai és Futbal Club)
- 1919 – Piešťanský ŠK (Piešťanský športový klub)
- 1929 – Piešťanský FK (Piešťanský futbalový klub)
- TJ Slavoj Piešťany (Telovýchovná jednota Slavoj Piešťany)
- PFK Piešťany (Prvý futbalový klub Piešťany)

## Stadion
Domowe mecze klub rozgrywa na stadionie o nazwie Štadión PFK Piešťany, położonym w mieście Pieszczany. Stadion może pomieścić 8000 widzów.